# Phauda dichroa
Phauda dichroa is een vlinder uit de familie Phaudidae. De wetenschappelijke naam van de soort is voor het eerst geldig gepubliceerd in 1907 door Jordan.